# The Bench
Série Trilogie de Per Fly
Inheritance
(2003)
Pour plus de détails, voir Fiche technique et Distribution.
The Bench (Bænken) est un film dramatique danois écrit et réalisé par Per Fly et sorti en 2000.
Il s'agit du premier film d'une trilogie thématique de Per Fly sur les classes sociales au Danemark, celui-ci portant sur le prolétariat.

## Synopsis
Kaj, alcoolique et devenu chômeur de longue durée après avoir été chef en cuisine, retrouve sa fille, Liv, qu'il n'a pas vu depuis 19 ans. Celle-ci fuit son mari violent avec son fils Jonas, âgé de six ans. Kaj lui cache son identité, mais, par un concours de circonstances, il vient s'occuper de son petit-fils.

## Fiche technique
- Titre : The Bench
- Titre original : Bænken (litt. « le banc »)
- Réalisation : Per Fly
- Scénario : Per Fly, Kim Leona
- Photographie : Jørgen Johansson
- Montage : Morten Giese
- Musique : Halfdan E
- Pays d'origine : Danemark et Suède
- Langue originale : danois
- Format : couleur
- Genre : Drame
- Durée : 93 minutes
- Dates de sortie :
  - Danemark : 26 août 2000 (Festival international du film norvégien de Haugesund)

## Distribution
- Jesper Christensen : Kaj
- Marius Sonne Janischefska : Jonas
- Stine Holm Joensen : Liv
- Nicolaj Kopernikus : Stig
- Jens Albinus : Kim
- Sarah Boberg (créditée sous le nom de Sarah Kjærgaard Boberg) : Connie
- Benjamin Boe Rasmussen : Bo
- Lars Brygmann : Lars
- Lars Ranthe : Kaptajnen
- Holger Perfort : Hr. Nandrup
- Britta Lillesøe : Lis
- John Martinus : Toiletpasser
- Petrine Agger : Sygeplejerske
- Ann Kristine Schmidt : Receptionist
- Anette Støvelbæk : Kims Nabo
- Rikke Bendsen : Irene
- Ali Kahn : Købmand
- Erik Rasmussen : Tarzan
- Michael Bengtson : Michael
- Kim Lerche Nielsen : Kim
- Yousef Sundoo : Indvandrerdreng 1
- Fraz Jamil : Indvandrerdreng 2
- Erik Hovby Jørgensen (non crédité) : Carsten
- Søren Malling (non crédité) : Mand

## Distinctions
Le film a été nommé pour trois Bodil et en a reçu trois : meilleur film, meilleur acteur pour Jesper Christensen et meilleur second rôle masculin pour Nicolaj Kopernikus.